# La Belle de Montparnasse
Pour plus de détails, voir Fiche technique et Distribution.
La Belle de Montparnasse est un film français réalisé par Maurice Cammage, sorti en 1937.

## Synopsis
M. Pontbichot rêve depuis longtemps de tromper sa femme. Pour arriver à ses fins, il cherche un gendre qui pourrait l'aider, et le trouve en la personne d'un jeune peintre, qui plait à sa fille.

## Fiche technique
- Réalisation : Maurice Cammage
- Scénario : Jacques Daniel-Norman, d'après la pièce Le paradis de Paul Bilhaud, Maurice Hennequin et Albert Barré
- Décors : Robert Dumesnil
- Photographie : Maurice Forster, assisté de Lucien Joulin (cadreur)
- Son : Jean Dubuis
- Musique : Casimir Oberfeld
- Société de production : Cinérêve
- Pays :  France
- Format : Noir et blanc -  Son mono - 1,37:1 - 35 mm
- Genre : Comédie
- Durée : 87 minutes
- Date de sortie : 
  - France : 11 juin 1937

## Distribution
- Frédéric Duvallès : Monsieur Pontbichot
- Jeanne Aubert : Claire
- Colette Darfeuil : Hélène
- Paul Pauley : Grésillon
- Monique Rolland : Jeanne
- André Bervil : Raphaël
- Enrico Glori : Ernesto
- Gaston Dupray : Le secrétaire
- Myno Burney : Rosalie
- Georges Bever : Coquelet (as Bever)
- Nicole Ray : Lily
- Madeleine Suffel
- Pauline Carton : Madame Pontbichot
- Pierre Palau : Le baron Fléchard
- Nane Chaubert